# Панікарча
Панікарча́ (давня назва — Панські корчми) — село в Україні, у Ржищівській міській громаді Обухівського району Київської області. Населення становить 320 осіб. У 1954—2020 роках село підпорядковувалося Кузьминецькій сільській раді, нині — у складі Кузьминецького старостинського округу. Орган місцевого самоврядування — Ржищівська міська громада. Село належить до історико-етнографічного регіону Середнє Подніпров'я (Наддніпрянщина).

## Географія
Селом протікає річка Карча, ліва притока Леглича (басейн Дніпра). Панікарча розташована за 97 км від обласного центру, 53 км від районного центру і 3 км від адміністративного центру сільської громади. За 26 км знаходиться найближча залізнична станція Кагарлик, розташована на лінії Київ — Миронівка.
Вулиці
У Панікарчі налічується 5 вулиць.
- Гладченка Юрія (Радянська)
- Польова
- Садова
- Центральна (Жовтнева)
- Шевченка Тараса

## Населення
За даними всеукраїнського перепису населення 2001 року у селі мешкало 313 осіб, у 2020 році — 320 осіб.
Мова
Розподіл населення за рідною мовою за даними перепису 2001 року був наступним:
| українська | 301 | 96,17 |
| російська  | 11  | 3,51  |
| вірменська | 1   | 0,32  |

## Історія
Першу згадку про село знаходимо у книзі «Сказаннях про населені місцевості Київської губернії» Лаврентія Похилевича за 1864 рік: «Панікарча — село за 3 версти від Ржищева за впадання струмка Корчі у річку Леглич. Земля за селищем вважається 1200 десятин, мешканців 611 у 87 дворах. У 1740 році дворів було 60 душ у сповіді здібних (понад 7 років) 300, у 1793 році — дворів 48, мешканців обох статей 439. До поточного століття село зараховувалося до Ржищівського маєтку; у цей час належить братам Антону та Владиславу Войшицьким у спадок від батька їхнього Адама Олександровича. Войшицьким також належить частини у м. Гренівці та с. Демівщині Канівського повіту».
Церква Михайлівська із соснового дерева, вкрита білою жерстю з полащеними хрестами; побудована, як видно з візиту (Каневського деканату) за 1746 і 1793 роки, у 1746 році, а у 1785 році відновлена. Передувала церква, описана у візиті за 1740 рік, була збудована 1731 року. Вона була на три верхи, покриті соломою. За штатами нинішню церкву зараховано до 6-го класу: землі має вказану пропорцію». Панікарча раніше мало назву Панські корчми.
За адміністративним поділом XIX століття село Панікарча належало до Ржищівської волості Київського повіту Київської губернії.
10 серпня 1954 року був виданий Указ Президії Верховної Ради УРСР «Про укрупнення сільських рад депутатів трудящих в Київській області», відповідно до якого у Кагарлицькому районі Київської області об'єднано Панікарчівську та Кузьминецьку сільські ради — у Кузьминецьку сільську раду з центром у селі Кузьминці.
За свою сумлінну працю нагороджені орденами та медалями: орденом Трудової Слави III ступеня — Петро Васильович Побирайко, Катерина Родіонівна Демченко, Микола Якович Демченко; орденом «Знак Пошани» — Ольга Максимівна Бондаренко, Анатолій Іванович Таран; медаллю «За трудову доблесть» — Михайло Йосипович Поденко; медаллю «За трудову відзнаку» — Катерина Макарівна Жиленко, Марія Никифорівна Жиленко.

## Пам'ятки, визначні місця
- Церква святого Михайла[12].

## Освіта
У селі діє комунальний заклад дошкільної освіти «Панікарчанський (ясла-садок комбінованого типу) «Віночок» Ржищівської міської ради Київської області, розрахований на 18 дітей.

## Археологічні розвідки
Поблизу села Панікарчі збереглися залишки поселення трипільської культури. Під час розкопок виявлено срібні денарії часів панування римських імператорів Антоніна Пія та Марка Аврелія.

## Відомі люди
- Гладченко Юрій Володимирович — український військовик, старший сержант Збройних сил України, учасник російсько-української війни. Народився у Панікарчі. На його честь названо одну з вулиць у рідному селі[9][10].